# Venus Lux
Vénus Lux (née le 10 octobre 1990) est une actrice pornographique trans, réalisatrice, productrice, et enseignante.

## Jeunesse
Lux est née et a grandi à San Francisco, en Californie, et elle a des origines chinoises et mongoles. Elle est enfant unique. Elle fut escort girl, strip-teaseuse, et barman, avant de commencer sa carrière porno,.

## Carrière
Lux est entrée dans l'industrie du film adulte en 2012 après avoir reçu un e-mail d'un dénicheur de talent sur Kink.com,. Sa première scène était avec Kaylee Hilton pour TSpussyhunter.com. Puis elle enchaina les scènes pour Grooby (Shemale.xxx et Shemale Yum) et Evil Angel, tout en fondant son propre site Aujourd'hui, elle tourne encore régulièrement pour Trans Angels. En novembre 2018, elle inaugura la série Transfixed d'Adult Time dans une scène avec Cherie DeVille.
Son nom de scène fut choisi ainsi : Vénus faisait référence au signe astrologique de la balance, et Lux faisait référence au luxe. Plus tard, elle commença à trouver que la signification originale de son nom de scène était « un peu ringarde », et elle a décidé de le changer. Elle déclare à présent que son nom de scène vient du latin/grec et se réfère à l'amour et à l'illumination.

## Autres projets
Lux est propriétaire d'un studio appelé Venus Lux Entertainment. Depuis 2016, son site a effectué un virage vers une majorité de scènes fétichistes et où ses partenaires masculins sont passifs.
En décembre 2014, elle a signé un contrat pour trois ans avec Pulse Distribution. En 2012, elle a commencé à écrire une chronique intitulée « Venus Rising » (« Levée de Vénus »). Elle a compilé quelques-unes de ces colonnes dans un livre intitulé Venus Lux Diaries, publié en mars 2015. En octobre 2015, elle a lancé TransGlobal Magazine. En 2016, Venus Lux a fondé Syren Network et le site web TS Fetishes, qui furent tous les deux lancés au printemps. Elle est en vedette dans la suite documentaire de After Porn Ends intitulée After Porn Ends 2.

## Vie personnelle
En mars 2009, Lux a décidé de transitionner d'homme vers femme. Elle a commencé par se travestir pendant quelques semaines avant de pouvoir bénéficier d'un traitement hormonal et d'une chirurgie d'augmentation mammaire. Elle est à moitié sourde à l'oreille droite.

## Apparitions dans les médias
| Année | Titre                    | Rôle      | Notes                                       |
| ----- | ------------------------ | --------- | ------------------------------------------- |
| 2012  | Brody Stevens: Enjoy It! | Elle-même |                                             |
| 2013  | The Naughty Show         | Elle-même | Épisode : « The Brody Stevens Dating Game » |
| 2014  | VICE                     | Elle-même |                                             |
| 2016  | BuzzFeed                 | Elle-même |                                             |

## Prix et nominations
| Année | Résultat   | Récompense                                                                   | Réalisation                  |
| ----- | ---------- | ---------------------------------------------------------------------------- | ---------------------------- |
| 2013  | Nomination | Best Transsexual Sex Scene (with Annalise Rose & Christian XXX)              | American She-Male X 2        |
| 2013  | Nomination | Transsexual Performer of the Year                                            | NC                           |
| 2014  | Nomination | Best Transsexual Sex Scene (with Spencer Fox)                                | America's Next Top Tranny 17 |
| 2014  | Nomination | Best Transsexual Sex Scene (with Jane Marie, Chanel Couture & Christian XXX) | TS Jane Marie: 5 Star Bitch  |
| 2014  | Nomination | Transsexual Performer of the Year                                            | NC                           |
| 2015  | Lauréat    | Best Transsexual Sex Scene (with Dana Vespoli)                               | TS, I Love You               |
| 2015  | Lauréat    | Transsexual Performer of the Year                                            | NC                           |
| 2016, | Nomination | Best Transsexual Sex Scene (with Eva Lin)                                    | Venus Lux Fantasies          |
| 2016, | Lauréat    | Transsexual Performer of the Year                                            | NC                           |

| Année | Résultat   | Récompense                                  |
| ----- | ---------- | ------------------------------------------- |
| 2013  | Nomination | Best TS Performer                           |
| 2014  | Lauréat    | Best Transsexual Performer (Choix des fans) |
| 2015  | Nomination | Best Transsexual Performer                  |

| Année | Résultat   | Récompense                                                  | Réalisation        |
| ----- | ---------- | ----------------------------------------------------------- | ------------------ |
| 2013  | Nomination | Best Solo Model                                             | NC                 |
| 2013  | Nomination | Best Hardcore Model                                         | NC                 |
| 2013  | Nomination | Best New Face                                               | NC                 |
| 2013  | Nomination | Best Scene (with Katie)                                     | Next Idol 5        |
| 2014, | Nomination | Best Scene (with Jessica Fox, Maitresse Madeline & Eva Lin) | TSPussyHunters.com |
| 2014, | Nomination | Best Scene (with Blake)                                     | TSSeduction.com    |
| 2014, | Lauréat    | Best Scene (with Foxxy)                                     | Asian Nail Salon   |
| 2014, | Lauréat    | Best Solo Site                                              | Venus-Lux.com      |
| 2014, | Lauréat    | Best Hardcore Model                                         | NC                 |
| 2015  | Nomination | Best Hardcore Performer                                     | NC                 |
| 2015  | Nomination | Best Solo Website                                           | NC                 |
| 2015  | Nomination | Best Internet Personality                                   | NC                 |
| 2015  | Nomination | Best Scene (with Dana Vespoli)                              | TS, I Love You     |

| Année | Résultat   | Récompense                           | Réalisation   |
| ----- | ---------- | ------------------------------------ | ------------- |
| 2013  | Nomination | Transsexual Performer of the Year    | NC            |
| 2014, | Lauréat    | Transsexual Performer of the Year    | NC            |
| 2014, | Nomination | Transsexual Site of the Year         | Venus-Lux.com |
| 2015, | Lauréat    | Transsexual Performer of the Year    | NC            |
| 2015, | Nomination | Adult Site of the Year - Transsexual | Venus-Lux.com |
| 2016  | Nomination | Transgender Performer of the Year    | NC            |
| 2016  | Nomination | Adult Site of the Year - Transgender | Venus-Lux.com |

## Crédits
- (en) Cet article est partiellement ou en totalité issu de l’article de Wikipédia en anglais intitulé « Venus Lux » (voir la liste des auteurs).